# فرانسيس لالان
فرانسيس لالان (بالفرنسية: Francis Lalanne)‏ (8 أغسطس 1958 في بايون في فرنسا- ) هو مغني وكاتب أغاني وممثل وسياسي.

## روابط خارجية
- فرانسيس لالان على موقع IMDb (الإنجليزية)
- فرانسيس لالان على موقع ألو سيني (الفرنسية)
- فرانسيس لالان على موقع ميوزك برينز (الإنجليزية)
- فرانسيس لالان على موقع قاعدة بيانات الأفلام السويدية (السويدية)
- فرانسيس لالان على موقع أول ميوزيك (الإنجليزية)
- فرانسيس لالان على موقع ديسكوغز (الإنجليزية)
- فرانسيس لالان على موقع قاعدة بيانات الفيلم (الإنجليزية)
- فرانسيس لالان على موقع كينوبويسك (الروسية)